# 学問所奉行
学問所奉行（がくもんじょぶぎょう）は、幕末に江戸幕府に設置された役職。若年寄支配・寺社奉行の次席に相当し、祭酒である林大学頭以下を指揮して昌平坂学問所及び蕃書調所の監督を行った。
文久の改革の一環として幕府教育機関の振興を意図して文久2年11月14日（1863年1月3日）に設置され、初代奉行には田中藩主本多正納・高鍋藩世子秋月種樹が任命される。特に秋月は外様大名出身でかつ世子（実際には藩主実弟、また廃藩置県のため家督を継ぐことは無かった）の身分での異例の抜擢であった。その後、文久3年（1863年）11月には沼田藩土岐頼之、元治元年7月10日（1864年8月11日）には結城藩主水野勝知、同年7月28日（同8月29日）には黒川藩主柳沢光昭が奉行に任ぜられたが、元治元年11月12日（1864年12月10日）には内外の「政情多端」を理由として廃止された。